# World library of folk and primitive music, vol. 2: Ireland
World library of folk and primitive music, vol. 2: Ireland es un recopilatorio de las grabaciones realizadas por Alan Lomax en los años cincuenta en Irlanda, en este caso en compañía de Seamus Ennis. Las melodías de las canciones adoptan la forma de danzas tradicionales, siendo la más popular el reel. Otras estructuras frecuentes son la giga, el hornpipe, la polka, la slip jig, el slide y el air que es un tema lírico que se interpreta despacio y libremente. 
Relanzado como recopilatorio en 1998, con otros dedicados a los distintos países visitados por Lomax y donde hizo grabaciones de música tradicional y folk, de la serie World library of folk and primitive music, editado en los años cincuenta por Columbia.

## Listado de canciones
1. An Cailí Aerach. Maire O'Sullivan
2. The Banks of the Roses. Seamus Ennis
3. An Binnsín Luachra. Maire O'Sullivan
4. The Brown Thorn. Sean Moriarty
5. Sack of Potatoes & Maid of Mount Kisco. Ballinakill Ceildhe
6. Dance to Your Daddy. Elizabeth Cronin
7. An Mhaighdean Mhara. Kitty Gallagher
8. The Fairy Lullaby. Maire O'Sullivan
9. The Fox Chase. Mickey Doherty
10. The Rocks of Bawn. Seamus Ennis
11. Amhrán Fosuíochta. Maggie McDonagh
12. The Bold Tenant Farmer. Mickey Cronin
13. The Lark in the Morning. Ballinakill Celidhe
14. Connia. Mary Joyce
15. Bean Phaidin. Colm Keane
16. She Moved Through the Fair. Margaret Barry
17. Morrissey and the Russian Sailor. Johnny McDonaagh
18. The Copperplate Reel. Seamus Ennis, Steven Foldan
19. Whiskey in the Jar. Seamus Ennis
20. Mo Ghrádh-Sa an Jug Mór Is É Lán. Kate Moynihan
21. The Woman of the House. Seamus Ennis
22. Cois Abhainn Na Séad. Maire Keohane
23. Innsin Bhéil Átha'n Ghaorthaidh. Gubnait Cronin
24. Citi Na Gcumann. Maire O'Sullivan
25. Molly Bawn. Seamus Ennis
26. The Lament for Una Bhán. Mc Donagh, Sean
27. Keen for a Dead Child. Kitty Gallagher
28. Were You at the Rock?. Seamus Ennis
29. Soldier, Soldier. Colm Keane
30. What Would You Do?. Elizabeth Cronin
31. Mrs. McGrath. Seamus Ennis
32. The Death of Brugh. Johnny McDonagh
33. The Bucks of Oranmore. Seamus Ennis